# Đảo San Juan

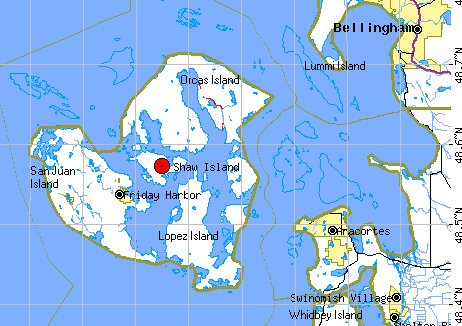
Đảo San Juan trong Quần đảo San Juan

Đảo San Juan là hòn đảo có diện tích lớn thứ hai và có dân số lớn nhất quần đảo San Juan, toạ lạc ở phía Tây Bắc tiểu bang Washington, Hoa Kỳ. Đảo có diện tích 142,59 km ² (55,053 sq mi) và dân số là 6,822 người theo cuộc điều tra dân số 2000.
Friday Harbor là trung tâm dân cư chính của đảo San Juan và Quận San Juan và đây là thị trấn duy nhất được thành lập ở đảo. Các chuyến bay bằng thủy phi cơ được hoạt động thường xuyên ở Friday Harbor thông qua Kenmore Air.

## Lịch sử
Cái tên "San Juan" bắt nguồn từ chuyến thám hiểm năm 1791 của Francisco de Eliza, ông đặt tên là quần đảo Isla y Archiepelago de San Juan để vinh danh nhà tài trợ, bảo trợ của mình, Juan Vicente de Güemes Padilla Horcasitas y Aguayo 2 Count của Revillagigedo. Một trong các sĩ quan theo lệnh Eliza, là Gonzalo López de Haro, là người châu Âu đầu tiên khám phá ra đảo San Juan. Theo cuộc thám hiểm Wilkes, nhà thám hiểm người Mỹ Charles Wilkes đổi tên đảo thành Rodgers, tên tiếng Tây Ban Nha vẫn còn trên các văn bản và theo thời gian đã trở thành tên chính thức của hòn đảo này.

## Cuộc sống ở đảo
Trường Đại học Washington điều hành một cơ sở nghiên cứu về biển trên đảo, được tồn tại từ năm 1909 tới nay, gồm có cả ký túc xá, các lớp học để phục vụ giảng dạy...
Trên đảo có một tờ báo được xuất bản hàng tuần. Trên đảo rải rác nhiều trang trại, nền kinh tế của đảo dựa nhiều vào du lịch. Bên ngoài Friday Harbor, khu nghỉ mát lớn duy nhất thành lập thương mại là ngôi làng Roche Harbor, nằm ở phía tây bắc của hòn đảo.
Trên đảo còn có Công viên lịch sử quốc gia đảo San Juan, là nơi kỷ niệm Cuộc chiến Con lợn 1859...

## Liên kết
- San Juan Island Chamber of Commerce
- Đảo San Juan trên DMOZ
- San Juan Island Heritage Lưu trữ ngày 26 tháng 12 năm 2008 tại Wayback Machine Historical collections from the San Juan Island Library District and local partners.
- American Biography  A New Cyclopedia VOL 5  Page 28 San Juan Island and Northwest Boundary Survey by Archibald Campbell led to it being in USA instead of Canada